# Паганизам
Паганизам, паганство и јазичество представља појмове који се користе да означе политеистичке древне и савремене религије. Овај термин су први пут користили у четвртом веку рани хришћани за популације Римског царства које су практиковале политеизам, било зато што су били у већој мери рурални и провинцијални у односу на хришћанску популацију, или зато што они нису били војници Христа. Алтернативни термини у хришћанским текстовима за исту групу су хелени, и незнабошци.
Паганин и паганизам су били пежоративни термини за политеистичке групе, који имплицирају њихову инфериорност. Паганизам је широко конотиран као „религија сељаштва”, и током већег дела своје историје је био погрдан термин. Током и након средњег века, паганин је пежоративни термин који се користио за било коју неаврамску или непознату религију, и термин који претпоставља веровање у лажне богове.
Много је научних расправа о пореклу термина паганин. У 19. веку, паганизам је усвојен као самоописни термин од стране чланова разних уметничких група инспирисаних древним светом. У 20. веку самоописно су га примењивали практичари модерног паганизма, неопаганских покрета и политеистички реконструкционисти. Модерне паганске традиције често инкорпорирају веровања или праксе, као што је богослужење природе, која се разликују од оних у највећим светским религијама.
Савремено познавање старих паганских религија долази из више извора, укључујући антрополошке истраживачке податке, доказе археолошких артефаката, и историјске приказе древних писаца о културама које су биле познате у време класичне антике. Форме ових религија, под утицајем разних историјских паганских веровања премодерне Европе, данас постоје и познате су као савремени или модерни паганизам, који се назива и неопаганизам.
Док већина паганских религија изражава поглед на свет који је пантеистички, политеистички или анимистички, постоје и монотеистички пагани.

## Етимологија
Етимологија термина паган изводи се од ријечи лат. paganus, pagani m. — становник села, фармер, која изворно није имала никакве религиозне или увредљиве конотације. Изведени придјев имао је значење „руралан“, „рустичан“, односно „оно што је са села“. Синоним је за „сељак." Словенски назив јазичество за саму појаву, а јазичник (јазичници) за пагане потиче од ријечи стсл. ıảзы́цы, која у најопштијем случају значи „народи“.

## Стара историја
Тек римским увођењем система колоната, који је легализовао везивање земљорадника за посједничку земљу, ријеч „паган“ добија негативне конотације, тј. почиње означавати једноставну древну религију сељачког свијета. Доминацијом аврамских монотеизама (јудаизма, хришћанства, а потом и ислама), „паган“, због чињенице да су се обичаји старе религије најдуже задржавали на сеоским подручјима, почиње означавати особу која није припадник:
- а) ни хришћанства ни ислама,
- б) хришћанства у очима муслимана и ислама у очима хришћана.

Под „паганизмом“ је најчешће подразумијевана религија класичне антике (грчка, римска религија, стара словенска вера, ...), и још увијек живе религије нехристијанизираних народа; одговарајући енглески средњовјековни синоним био је heathen и означавао је, поред припадника нехришћанских религија, само привидно христијанизовано становништво.
Све до периода романтизма и генералног прихватања слободе вјероисповијести у западном свијету, „паганизам“ је наставио бити погрдни назив за вјеровања хероортодоксних покрета, који се нису уклапали у концепцију хришћанске цркве. Од 19. века почињу га одушевљено користити они који су конвенционалне монотеизме сматрали ограниченима и испразнима.
Јазичке или паганске религије - митологије се могу поделити на:
- Древноармејска религија
- Нордијска митологија
- Грчка митологија
- Феничанска митологија
- Вавилонска митологија
- Египатска Митологија
- Келтска митологија
- Римска митологија
- Стара словенска вера
- Трачанска митологија
- Илирска митологија
- Кавкаска митологија
- Балтичка митологија
- Вајнахијска митологија
- Туркијска митологија
- Баскијска митологија
- Месопотамска митологија
- Етрурска митологија

## Хришћанство и паганизам
Хришћани, као и старозаветни Јевреји сматрали су паганима или идолопоклоницима све оне који су окренувши се од Бога, почели да се клањају природи и идолима. Апостол Павле за њих каже: "то су људи који су служили твари уместо Творца" (Рим. 1, 25).
Свети Василије Велики говори: "Хоћеш ли да досегнеш Бога? Онда остави земљу, остави море, учини да ваздух буде испод тебе, стани изнад етерног пространства, надиђи звезде, чудеса њихова, красоту и величанство. Прешавши све то умом, обиђи небо и ставши изнад њега, једном мишљу размотри тамошње красоте: наднебеске војске и хорове ангела. Све ово минувши, мислено представи Божију природу"

## Савремено доба
Паганизам данашњице јесте у основи скуп религија божанства иманентног у природним/космичким циклусима и као такав је или политеистички или панентеистички или пантеистички. To су хеленисмос (оживљена религија старе Грчке), асатру и форн сед (обновљене религије нордијских народа), вика (модерна мистеријска религија чији се посвећеници називају вјештицама), литванска ромува, словенско родноверје и остали.
Амерички друид Ајзак Боневиц је подијелио значења термина паганизам на четири категорије — палеопаганизам, мезопаганизам, синкретопаганизам, неопаганизам — у зависности од степена развоја, као и утицаја сусједа и савремених сазнања на паганску праксу. Од ових појмова, највише је прихваћен неопаганизам, у значењу савремене реконструкције прехришћанских религија и духовних праваца. Често постоји разлика или раздвајање између неколико политеистичких реконструкциониста као што су хеленизам и препородни неопагани, попут Виканаца. Подела се односи на бројна питања као што је важност тачне ортопраксе према доступним античким изворима, употреба и концепта магије, који календар треба користити и које празници треба поштовати, као и употреба самог термина паганин.
У словенским језицима реч паган постаје и врста увреде, означавајући гадну, покварену и одбојну особу. У српском језику, то је реч „поган“. (На западно-српском наречју се реч паган изговара као поган).
У Исланду, припадници Асатруарфелагида сачињавају 0,4% укупне популације, што је нешто више од хиљаду људи. У Литванији, многи људи практикују Ромуву, ревидирану верзију прехришћанске религије те земље. Литванија је била међу задњим областима Европе које су покрштене. Одинизам је успостављен на формалној основи у Аустралији од краја 1930-их.